# Nowy Wierch
Nowy Wierch (słow. Nový, niem. Höhlenberg, węg. Novy) – wapienny szczyt o wysokości 2009 m w zachodniej części Tatrach Bielskich na Słowacji. Wznosi nad Doliną Nową od północnego wschodu, Doliną Hawranią od północnego zachodu i Doliną Stefanową (odnogą Doliny Jaworowej) od południa.
Nowy Wierch wznosi się w grani głównej Tatr Bielskich pomiędzy Muraniem, 1890 m i Hawraniem, 2152 m (nie licząc drobnych skalnych zębów w grani). Ma trzy wierzchołki, spośród których w grani głównej znajduje się najniższy, południowy. Wierzchołek ten jest zwornikiem. Dwa wyższe znajdują się w bocznym grzbiecie, który się od niego odgałęzia ku północy. Różnica wysokości między wierzchołkami wynosi 1–2 m, a oddalone są od siebie o 10–15 m. Najwyższy, północny wierzchołek jest przy tym krańcowym punktem skalistej grani Kominów Zdziarskich, oddzielającej Nową Dolinę od Doliny Hawraniej.
Od Murania oddziela go Nowa Przełęcz (1845 m), a od Hawrania – Hawrania Przełęcz (1910 m). W połowie długości grani opadającej ku Hawraniej Przełęczy znajduje się ostro wcięta przełączka – Nowy Karb. Górna część tej grani jest skalista, dolna – trawiasta. Do Zadniego Stefanowego Żlebu Nowy Wierch opada 60-metrową ścianą, pod którą znajduje się Nowy Upłaz, ograniczony od dołu Nowymi Rzędami. W Nowy Upłaz wcinają się płytkie, trawiaste żlebki, łączące się niżej w Zadni Stefanowy Żleb.
Nowy Wierch był odwiedzany początkowo przez pasterzy i kłusowników, później bywali na nim turyści, m.in. Ludwik Chałubiński w 1880 r. Pierwszego znanego wejścia zimowego dokonali Adam Karpiński oraz Zofia i Tadeusz Bernadzikiewiczowie w 1937 r. W okolicach szczytu znajduje się kilkanaście jaskiń, w których odkryto szczątki zwierząt żyjących w czasie ostatniego zlodowacenia. Dziś w tym rejonie żyją liczne pomurniki, a stoki w znacznej mierze porasta las pierwotny. Nazwa pochodzi od pastwisk Nowe.
Nowy Wierch odwiedzany był i jest bardzo rzadko. Obecnie cały jego masyw znajduje się na zamkniętym dla turystów i taterników obszarze ochrony ścisłej Tatrzańskiego Parku Narodowego.

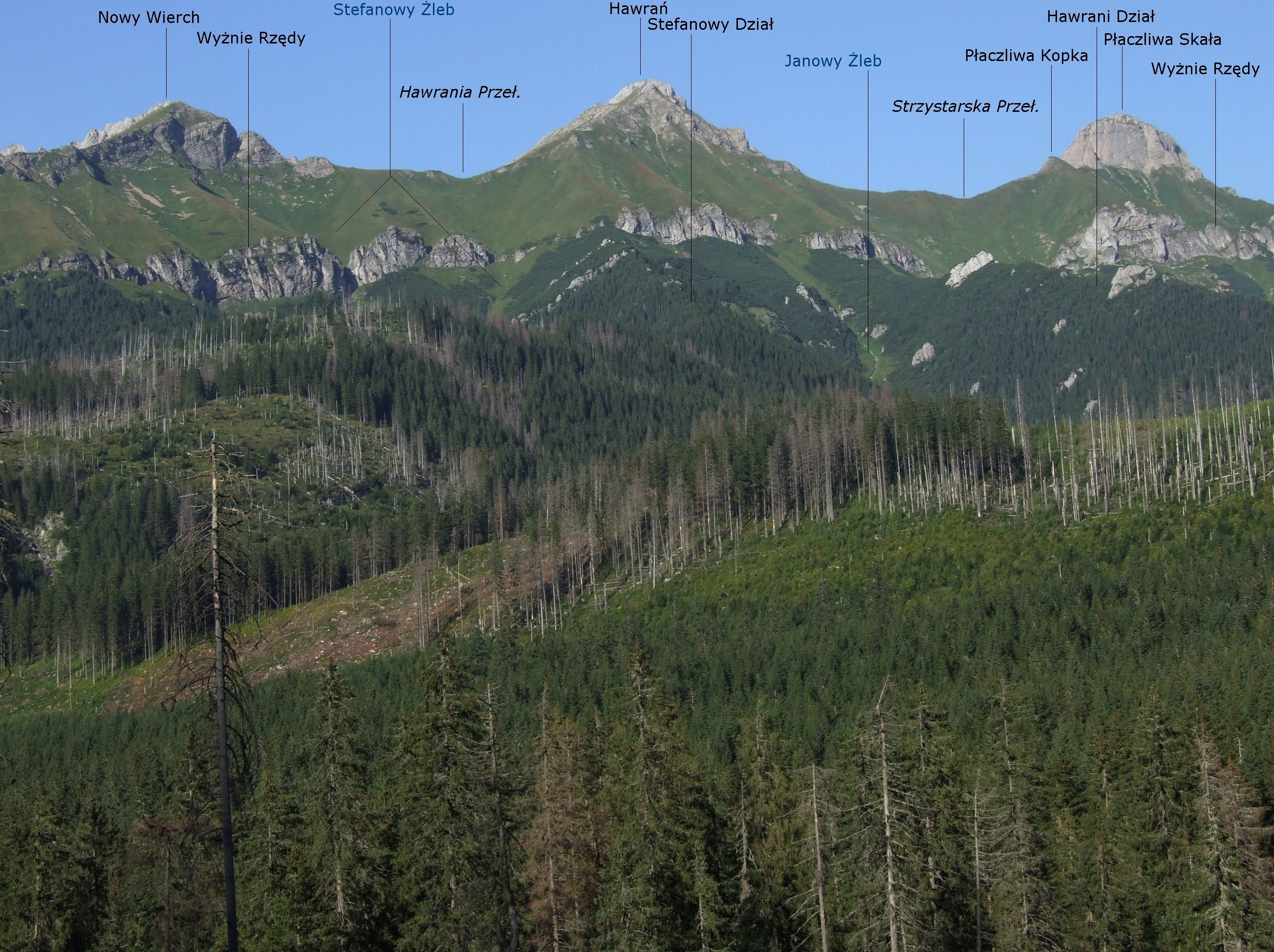
Widok z Doliny Jaworowej
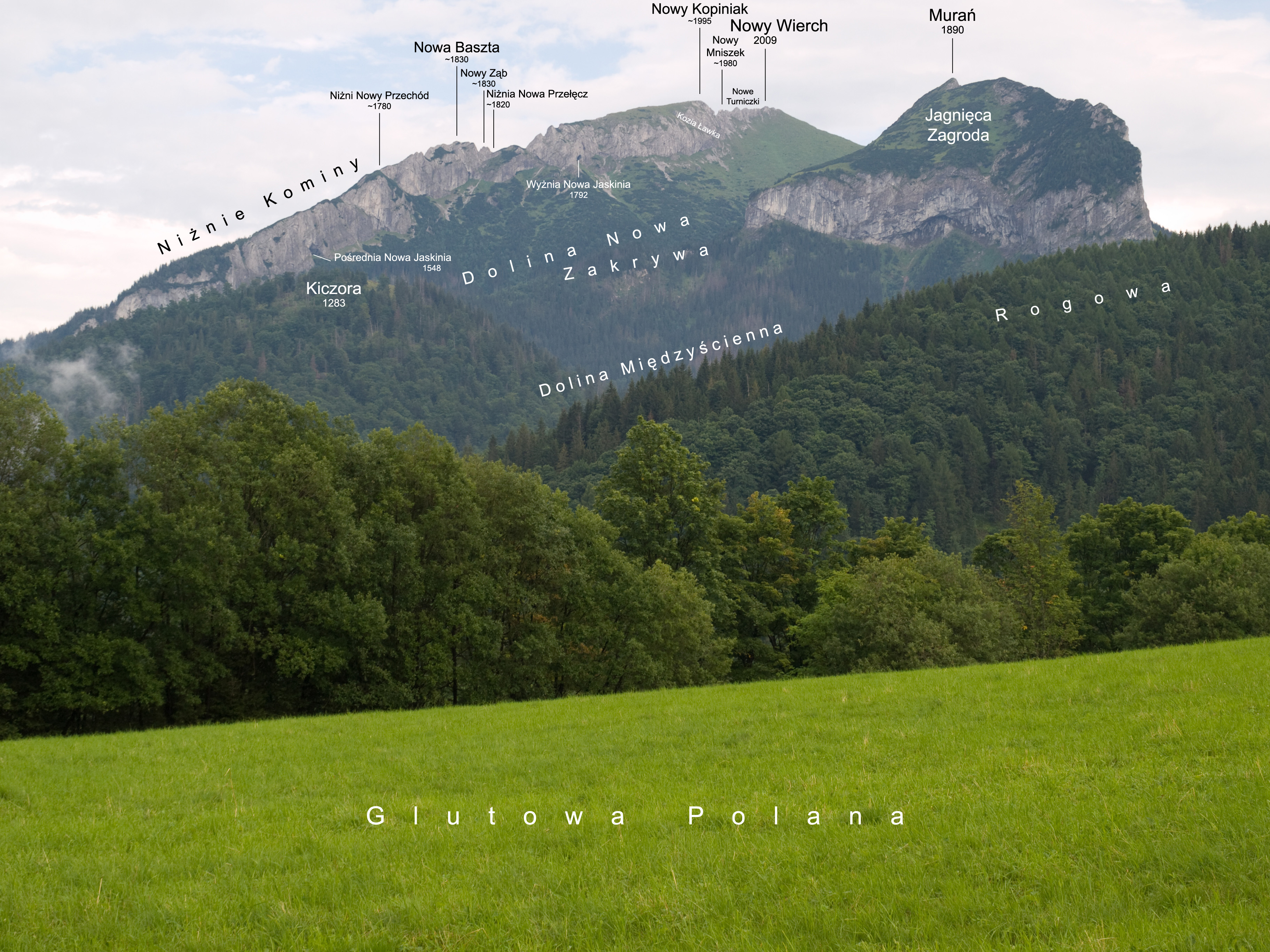
Widok z Glutowej Polany
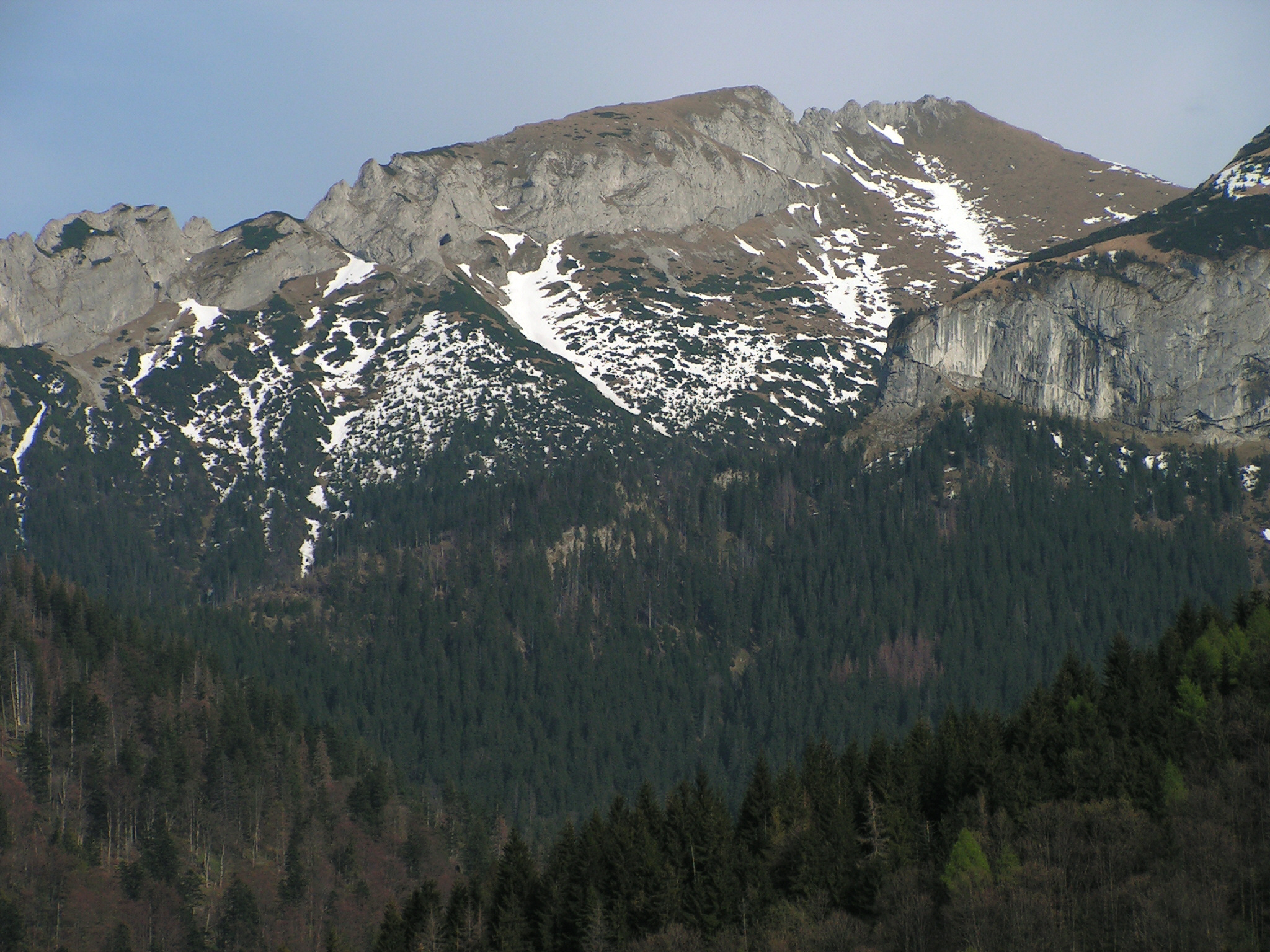
Nowy Wierch widziany z Jaworzyny Tatrzańskiej